# میناموتو نو ماکوتو
میناموتو نو ماکوتو ((به ژاپنی: 源 信 Minamoto no Makoto); ۱ ژانویهٔ ۰۸۱۰ – ۱۷ فوریهٔ ۰۸۶۸) هفتمین پسر امپراتور ژاپن، امپراتور ساگا بود. وی نخستین فردی بود که نام خانوادگی میناموتو به وی داده شد. نام افتخاری میناموتو پس از آن به تعداد دیگری از درباری‌های غیر مرتبط به یکدیگر توسط تعدادی از امپراتورهای مختلف تعلق گرفت. خاندان میناموتو پس از گذشت زمان گسترش پیدا کرد و به یکی از قوی‌ترین و مهم‌ترین خاندان‌ها در تاریخ ژاپن تبدیل شد.